# Lasianthus micranthus
Lasianthus micranthus är en måreväxtart som beskrevs av Joseph Dalton Hooker. Lasianthus micranthus ingår i släktet Lasianthus och familjen måreväxter. Inga underarter finns listade i Catalogue of Life.